# 公職人員行為失當
公職人員行為失當（英語：或）是一項在普通法上的罪行，指公職人員在執行公職的過程中或在與其公職有關的情況下，故意作出失當或不恰當的行為（例如故意疏忽職守、濫用公職權力或不履行職務），而未能提供合理解釋或理由，並且鑑於該項公職和擔任公職者的職責範圍、有關公職和任職者的服務宗旨的重要性，以及偏離職責的性質和程度，有關的失當行為屬於嚴重而非微不足道。即使未有確切證據證明有關公職人員因受賄而故意作出有關的失當行為，而且未有令政府有任何損失，依然可被控這項罪名。

## 重要案例
- SHUM KWOK SHER v. HKSAR [2002] HKCFA 27; [2002] 2 HKLRD 793; (2002) 5 HKCFAR 381; [2002] 3 HKC 117; FACC 1/2002 (10 July 2002) （页面存档备份，存于）: 政府產業署 - 前總產業經理利用其職權將外判合約批予其有親屬關係人仕所開設的公司（後被無綫電視改編成電視劇《廉政行動2004 - 以權謀私》, 由駱應鈞飾演影射岑國社之角色歐耀揚）。
- Sin Kam Wah & Another v HKSAR FACC 1/2002：香港警務處前高級警司冼錦華接受了免費性服務而被定罪，終審法院在本案確立了公職人員行為失當罪的五項要素。 (後被無綫電視改編成電視劇《廉政行動2007 - 過界》, 由陳國邦飾演影射冼錦華之角色錢浩東)
- HKSAR v Wong Lin Kay FACC 3/2011：終審法院在本案釐清了「公職人員」的定義。香港漁農自然護理署所僱用的司機黃連基在因為觸犯酒後駕駛罪而被停牌期間沒有向署方報告，照常駕駛公務車輛進出郊野公園，原被裁定公職人員行為失當罪成，但高等法院及終審法院均認為政府公務車司機的身份並無行政權力，因此被告不算普通法下的「公職人員」，改判罪名不成立。
- HKSAR v. TSANG YAM KUEN, DONALD HCCC 484/2015：曾荫权涉贪案